# Кармамеї (присілок)
Кармаме́ї (рос. Кармамеи, чув. Аслă Мами) — присілок у складі Канаського району Чувашії, Росія. Входить до складу Асхвинського сільського поселення.
Населення — 882 особи (2010; 985 у 2002).
Національний склад:
- чуваші — 97 %